# Valentina Margaglio
Valentina Margaglio (ur. 15 listopada 1993 w Casale Monferrato) – włoska skeletonistka, olimpijka z Pekinu 2022, brązowa medalistka mistrzostw świata i Europy.
Córka Włocha i Iworyjki. Początkowo trenowała biegi sprinterskie, następnie bobsleje. Ostatecznie wybrała skeleton.

## Udział w zawodach międzynarodowych

### Bobsleje
| Impreza                        | Rok  | Gospodarz | dwójki |
| ------------------------------ | ---- | --------- | ------ |
| Igrzyska olimpijskie młodzieży | 2012 | Innsbruck | 5      |

### Skeleton
| Impreza              | Rok  | Gospodarz            | indywidualnie | drużyna mieszana |
| -------------------- | ---- | -------------------- | ------------- | ---------------- |
| Igrzyska olimpijskie | 2022 | Pekin                | 12            | –                |
| Mistrzostwa świata   | 2017 | Schönau am Königssee | 28            | –                |
| Mistrzostwa świata   | 2019 | Whistler             | 23            | –                |
| Mistrzostwa świata   | 2020 | Altenberg            | 17            | 03 !             |
| Mistrzostwa świata   | 2021 | Altenberg            | 12            | 8                |
| Mistrzostwa Europy   | 2018 | Innsbruck            | 15            | –                |
| Mistrzostwa Europy   | 2019 | Innsbruck            | 9             | –                |
| Mistrzostwa Europy   | 2020 | Sigulda              | 14            | –                |
| Mistrzostwa Europy   | 2021 | Winterberg           | 10            | –                |
| Mistrzostwa Europy   | 2022 | Sankt Moritz         | 03 !          | –                |